# فيلق المتطوعين الفرنسيين ضد البلشفية
فيلق المتطوّعين الفرنسيين ضد البلشفية (بالفرنسية: Légion des volontaires français contre le bolchévisme، ويُعرف تبسيطًا باسم Légion des volontaires français، واختصارًا LVF)، ميلشيا فرنسية متواطئة مع ألمانيا النازية، تأسست في الثامن من يوليو لعام 1941؛ ضمّت العديد من الأحزاب والفصائل العميلة؛ مثل حركة فرانكيست (بالفرنسية: Mouvement Franciste) بقيادة مارسيل بوكارد، والتجمع الوطني الشعبي (بالفرنسية: Rassemblement National Populaire) بقيادة مارسيل دێات، والحزب الشعبي الفرنسي (بالفرنسية: Parti Populaire Français) بقيادة ژاك دوريو، والحركة الوطنية الثورية (بالفرنسية: Mouvement Social Révolutionnaire) بقيادة يوژين ديلونكل، والحزب الوطني التجمعي الفرنسي (بالفرنسية: Parti Français National-Collectiviste) بقيادة پێر كليمينتي، وأخيرًا التجمع الفرنسي (بالفرنسية: Ligue Française) بقيادة پێر كوستانتيني.
سياسيًا، لم يربط الفيلق بنظام ڤيچي أية صلة، على الرغم من وصف حكومة پێر لاڤال له بالاتحاد الشعبي النافع في فبراير من عام 1941، كما لاقى الفيلق اعتراضات هائلة من رئيس الدولة الڤيچية، فيليپ پيتان، والذي رفض فكرة ارتداء عسكريين فرنسيين للزي العسكري الألماني، ولم يتخطى دعمه للفيلق سوى بعض الكلمات التشجيعية القليلة للقادة والضباط المقربين.
واشترك الفيلق الفرنسي في معارك الجبهة الشرقية ضد الاتحاد السوڤېتي خلال الحرب العالمية الثانية، وعُرف داخل الهيكل القيادي الألماني باسم فوج 638 مشاة (بالألمانية: Infanterieregiment 638).

## التكوين
تكوّن الفيلق أساسًا من اليمينيين الفرنسيين، وانضم لهم أسرى الحرب الفرنسيين الّذين فضلوا الانخراط في الحياة العسكرية والحرب ضمن صفوزف الجيش الألماني عن الخدمة في معسكرات العمل الألمانية، إضافة إلى العديد من الروس الّذين فرّوا هاربين من الثورة البلشفية والّذين انضموا سابقًا للفيلق الأجنبي الفرنسي (بالفرنسية: Légion étrangère) ثُمّ انضموا لاحقًا لفيلق المتطوعين الفرنسي ضد البلشفية.
وبعد تأسيسها عام 1941، تغيّر اسم الفيلق إلى الفيلق ثلاثي الألوان (بالفرنسية: Légion tricolore) صيف عام 1942، قبل أن يُعاد تسميته مرة أخرى لفوج المتطوعين الفرنسي ضد البلشفية في الصيف نفسه.

## المعارك

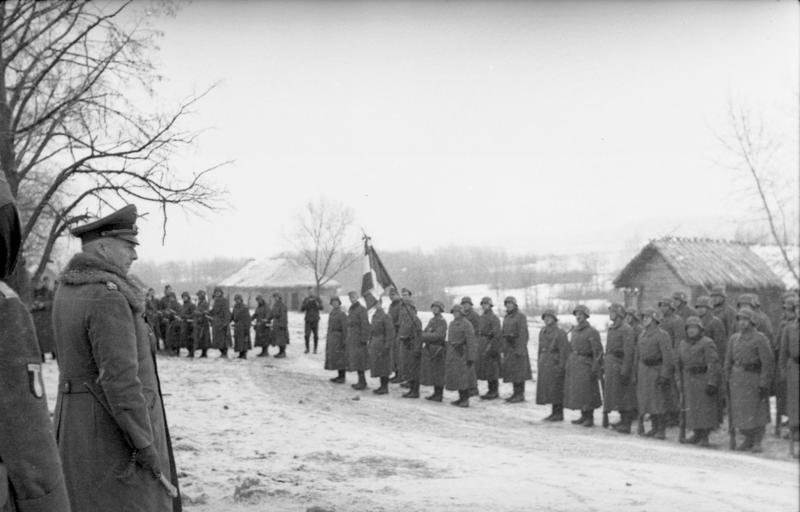
زيارة الژنرال فيلد مارشال هانز گونثر ڤون كلوگ للفوج 638 مشاة، نوڤمبر 1941.

في أكتوبر لعام 1941 اجتاز فوج المشاة الفرنسي الحدود السوڦۑتية بقوة قوامها 2,452 رجلًا كجزء من القوات الأجنبية العاملة ضمن صفوف القوات الألمانية، وفي ديسمبر من العام نفسه، أُرسل الفوج للمشاركة في المعارك الدائرة حول موسكو، والتي عانى خلالها الفوج من خسائر فادحة أدّت لسحبه من الجبهة وتكوين كتيبة ثالثة جديدة من المتطوّعين في فرنسا لتعويض ما خسره الفوج من جنود.
وفي ربيع عام 1942، اقتصر تكوين الفوج على الكتيبتين الأولى والثالثة ومن ثمّ لم يتجاوز دورهم على الجبهة الشرقية محاربة پارتيزان المتمركزين خلف الخطوط الدفاعية للجيش حتى نهاية الحرب، إلا أنه في يونيو من عام 1943 أُعيد توحيد الكتيبتين في فوج واحد أثناء محاربة الپارتيزان في أوكرانيا.
ومع حلول الأول من سبتمبر لعام 1944 تمّ حل الفوج الفرنسي رسميًا وانضم الفوج مع قوات الميليس الفرنسية لتكوين الوحدة الوقائية شارلمين.
وعلى الرغم من إصدار القيادة الشعبية الفرنسية أحكامًا بالإعدام ضد المتواطئين في أعقاب الحرب، إلا أنها أصدرت قرارات بالعفو للفرنسيين المشاركين ضمن صفوف القوات الألمانية شريطة انضمامهم لصفوف الفيلق الأجنبي الفرنسي المتواجد في الهند الصينية الفرنسية.

## الزي
ارتدى الفيلق الزي العسكري الألماني، ومع ذلك سُمح لهم، كحال باقي الوحدات الأجنبية في القوات الألمانية بارتداء الألوان الوطنية على الساعد الأيمن، كذلك سُمح لهم بارتداء القلادات والنياشين الفرنسية والألمانية على حدٍ سواء.